# Province de Lambayeque
La province de Lambayeque (en espagnol : Provincia de Labayeque) est l'une des trois provinces de la région de Lambayeque, au Pérou. Son chef-lieu est la ville de Lambayeque.

## Géographie
La province couvre une superficie de 9 346,63 km2. Elle est limitée au nord par les provinces de Huancabamba et de Morropón (région de Piura), à l'est par la province de Jaén (région de Cajamarca) et la province de Ferreñafe, au sud par l'océan Pacifique et la province de Chiclayo, à l'ouest par les provinces de Sechura et Piura (région de Piura).

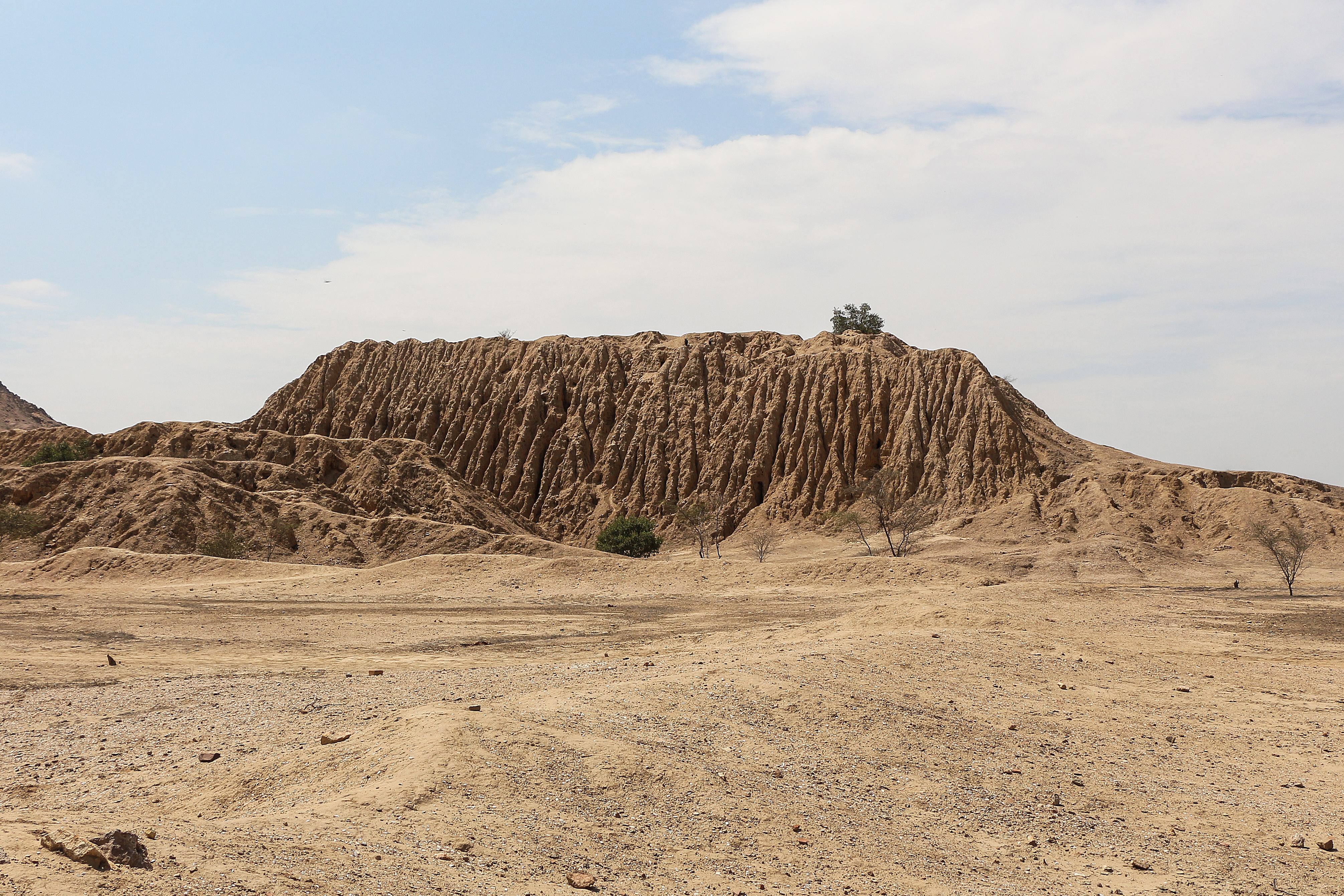
Site de Tucume, Pérou

## Population
La population de la province s'élevait à 258 747 habitants en 2005.

## Subdivisions
La province de Lambayeque est divisée en douze districts :
- Chóchope
- Íllimo
- Jayanca
- Lambayeque
- Mochumí
- Mórrope
- Motupe
- Olmos
- Pacora
- Salas
- San José
- Túcume

## Sites remarquables
- Musée des Tombes royales de Sipán, à Lambayeque,
- Musée archéologique national Brünning, à Lambayeque,
- Site archéologique de Túcume,
- Ville coloniale de Lambayeque,
- Plage de San José.